# Гродно
Гродно или Гродна (блр. Гродна, рус. Гродно, пољ. Grodno) град је на крајњем западу Републике Белорусије и админстративни центар Гродњенске области. Град се налази на обалама реке Њемен недалеко од тромеђе са Пољском (15 км западно) и Литванијом (30 км северније).
Према подацима пописа становништва из 2009. у граду је живело 327.540 становника, и по броју становника на петом је месту у Белорусији (после Минска, Гомеља, Могиљова и Витепска). 
Гродно је један од најстаријих градова не само у Белорусији, већ у целој источној Европи. Први писани подаци о граду потичу из летописа из 1127, а познато је да 1376. град постаје феудалним поседом литванског књаза Витаутаса. Почетком 1569. постаје делом Државне заједнице Пољске и Литваније, у чијим границама остаје све до 1795. када постаје делом Руске Империје.
Почетком јула 1920. прелази у руке Совјета, али већ у октобру исте године поново се враћа у састав Пољске у чијим границама је остао све до 21. септембра 1939. године. Делоо савремене белоруске државе је од њеног оснивања 1991. године.

## Порекло имена
Гродно је настао вероватно током XII века на важној раскрсници трговачких путева тог времена, као мање утврђење са пространијим трговачким тргом који је био ограђен. Само име насеља вероватно и потиче од речи городить (ограда) и ограждать (ограђивати). По једној од верзија име насеља потиче од имена речице Городничанке на чијем ушћу у Њемен се насеље и развило. Према писању аустријског дипломате Сигмунда фон Херберштајна у Белешкама о Московији (лат. Rerum Moscoviticarum Commentarii) из 1549, име насеља потиче од реке Њемен која се у том периоду звала Кронон/Гронон.
Према Шведу, топоним Городенъ је кованица од именице город и суфикса енъ. У овом случају именица город означава тврђаву, утврђење, док је суфиксом енъ према објашњењу белоруског лингвисте П. В. Стецка именица добила просторно значење. Према овом објашњењу кованица Городенъ означава „утврђени бедем“ (рус. защитник своей страны). Назив Городенъ се у летописима помиње од почетка XII до средине XVI века, када га постепено након акта о настанку Лублинске уније (1569) замењује белоруска верзија пољског назива Grodno (блр. Гродна) која постаје и службеном верзијом у свим административним списима. 
Белоруске верзије Гаро́дняи Гро́дня користили су у својим делима неки од најпознатијих белоруских и пољских књижевника Абухович, Богданович, Јанка Купала, Короткевич и др.

## Географија
Следеће реке пролазе кроз овог града: Њемен, Ласосна и Харадничанка с њеном огранком Јурисдика.

## Клима
Кепенова класификација климе ставља Гродно на врсти климе "Умерена континентална клима".
| Клима у граду Гродно (1991–2020, највеће и најниже температуре 1839–)               | Клима у граду Гродно (1991–2020, највеће и најниже температуре 1839–) | Клима у граду Гродно (1991–2020, највеће и најниже температуре 1839–) | Клима у граду Гродно (1991–2020, највеће и најниже температуре 1839–) | Клима у граду Гродно (1991–2020, највеће и најниже температуре 1839–) | Клима у граду Гродно (1991–2020, највеће и најниже температуре 1839–) | Клима у граду Гродно (1991–2020, највеће и најниже температуре 1839–) | Клима у граду Гродно (1991–2020, највеће и најниже температуре 1839–) | Клима у граду Гродно (1991–2020, највеће и најниже температуре 1839–) | Клима у граду Гродно (1991–2020, највеће и најниже температуре 1839–) | Клима у граду Гродно (1991–2020, највеће и најниже температуре 1839–) | Клима у граду Гродно (1991–2020, највеће и најниже температуре 1839–) | Клима у граду Гродно (1991–2020, највеће и најниже температуре 1839–) | Клима у граду Гродно (1991–2020, највеће и најниже температуре 1839–) |
| Показатељ \ Месец                                                                   | .Јан.                                                                 | .Феб.                                                                 | .Мар.                                                                 | .Апр.                                                                 | .Мај.                                                                 | .Јун.                                                                 | .Јул.                                                                 | .Авг.                                                                 | .Сеп.                                                                 | .Окт.                                                                 | .Нов.                                                                 | .Дец.                                                                 | .Год.                                                                 |
| ----------------------------------------------------------------------------------- | --------------------------------------------------------------------- | --------------------------------------------------------------------- | --------------------------------------------------------------------- | --------------------------------------------------------------------- | --------------------------------------------------------------------- | --------------------------------------------------------------------- | --------------------------------------------------------------------- | --------------------------------------------------------------------- | --------------------------------------------------------------------- | --------------------------------------------------------------------- | --------------------------------------------------------------------- | --------------------------------------------------------------------- | --------------------------------------------------------------------- |
| Апсолутни максимум, °C (°F)                                                         | 15,2 (59,4)                                                           | 15,0 (59)                                                             | 24,7 (76,5)                                                           | 29,2 (84,6)                                                           | 32,0 (89,6)                                                           | 34,0 (93,2)                                                           | 35,7 (96,3)                                                           | 36,2 (97,2)                                                           | 34,2 (93,6)                                                           | 25,2 (77,4)                                                           | 17,2 (63)                                                             | 12,7 (54,9)                                                           | 36,2 (97,2)                                                           |
| Максимум, °C (°F)                                                                   | −1,0 (30,2)                                                           | 0,3 (32,5)                                                            | 5,3 (41,5)                                                            | 13,2 (55,8)                                                           | 18,9 (66)                                                             | 22,1 (71,8)                                                           | 24,2 (75,6)                                                           | 23,9 (75)                                                             | 18,1 (64,6)                                                           | 11,1 (52)                                                             | 4,7 (40,5)                                                            | 0,5 (32,9)                                                            | 11,77 (53,2)                                                          |
| Просек, °C (°F)                                                                     | −3,2 (26,2)                                                           | −2,4 (27,7)                                                           | 1,4 (34,5)                                                            | 7,9 (46,2)                                                            | 13,2 (55,8)                                                           | 16,6 (61,9)                                                           | 18,7 (65,7)                                                           | 18,1 (64,6)                                                           | 13,0 (55,4)                                                           | 7,3 (45,1)                                                            | 2,5 (36,5)                                                            | −1,5 (29,3)                                                           | 7,63 (45,74)                                                          |
| Минимум, °C (°F)                                                                    | −5,3 (22,5)                                                           | −4,8 (23,4)                                                           | −1,8 (28,8)                                                           | 3,1 (37,6)                                                            | 7,8 (46)                                                              | 11,3 (52,3)                                                           | 13,4 (56,1)                                                           | 12,9 (55,2)                                                           | 8,7 (47,7)                                                            | 4,1 (39,4)                                                            | 0,5 (32,9)                                                            | −3,5 (25,7)                                                           | 3,87 (38,97)                                                          |
| Апсолутни минимум, °C (°F)                                                          | −33,7 (−28,7)                                                         | −36,3 (−33,3)                                                         | −26,9 (−16,4)                                                         | −9,3 (15,3)                                                           | −6,0 (21,2)                                                           | −0,7 (30,7)                                                           | 3,0 (37,4)                                                            | −1,4 (29,5)                                                           | −4,3 (24,3)                                                           | −13,5 (7,7)                                                           | −19,8 (−3,6)                                                          | −31,6 (−24,9)                                                         | −36,3 (−33,3)                                                         |
| Количина падавина, mm (in)                                                          | 32,6 (1,283)                                                          | 30,1 (1,185)                                                          | 30,7 (1,209)                                                          | 34,6 (1,362)                                                          | 54,0 (2,126)                                                          | 59,8 (2,354)                                                          | 81,5 (3,209)                                                          | 57,1 (2,248)                                                          | 48,2 (1,898)                                                          | 41,9 (1,65)                                                           | 38,6 (1,52)                                                           | 37,5 (1,476)                                                          | 546,6 (21,52)                                                         |
| Дани са кишом                                                                       | 10                                                                    | 7                                                                     | 10                                                                    | 12                                                                    | 15                                                                    | 15                                                                    | 15                                                                    | 13                                                                    | 14                                                                    | 14                                                                    | 13                                                                    | 11                                                                    | 149                                                                   |
| Дани са снегом                                                                      | 16                                                                    | 17                                                                    | 11                                                                    | 3                                                                     | 0,1                                                                   | 0                                                                     | 0                                                                     | 0                                                                     | 0,03                                                                  | 1                                                                     | 8                                                                     | 15                                                                    | 71                                                                    |
| Релативна влажност, %                                                               | 87                                                                    | 85                                                                    | 80                                                                    | 72                                                                    | 71                                                                    | 74                                                                    | 74                                                                    | 74                                                                    | 81                                                                    | 85                                                                    | 89                                                                    | 89                                                                    | 80                                                                    |
| Сунчани сати — месечни просек                                                       | 39                                                                    | 59                                                                    | 140                                                                   | 177                                                                   | 235                                                                   | 261                                                                   | 262                                                                   | 240                                                                   | 174                                                                   | 94                                                                    | 38                                                                    | 29                                                                    | 1.748                                                                 |
| Сунчано време — месечни проценти                                                    | 16                                                                    | 22                                                                    | 38                                                                    | 42                                                                    | 48                                                                    | 52                                                                    | 51                                                                    | 52                                                                    | 46                                                                    | 29                                                                    | 15                                                                    | 13                                                                    | 39                                                                    |
| Извор #1: Погода                                                                    |                                                                       |                                                                       |                                                                       |                                                                       |                                                                       |                                                                       |                                                                       |                                                                       |                                                                       |                                                                       |                                                                       |                                                                       |                                                                       |
| Извор #2: Хидрометеоролошки завод Белорусије (подаци у сунцу 1948–1949 и 1951–1984) |                                                                       |                                                                       |                                                                       |                                                                       |                                                                       |                                                                       |                                                                       |                                                                       |                                                                       |                                                                       |                                                                       |                                                                       |                                                                       |

## Становништво
Према процени, у граду је 2016. живело 365.610 становника.
| 1979.   | 1989.   | 1999.   | 2009.   | 2012.   | 2015.   | 2016.   |
| ------- | ------- | ------- | ------- | ------- | ------- | ------- |
| 194.775 | 270.535 | 270.535 | 327.540 | 346.601 | 362.895 | 365.610 |

## Градови побратими
- Бјалисток, Пољска
- Лимож, Француска
- Друшкининкај, Литванија
- Дзержинск, Русија
- Химки, Русија
- Алитус, Литванија
- Чебоксари, Русија
- Ашкелон, Израел
- Краљево, Србија
- Тамбов, Русија